# El misterio de las siete esferas
El misterio de las siete esferas es un libro de la escritora británica Agatha Christie publicado en 1929.

## Argumento
En la mansión Chimneys después de una partida de naipes, acontece un asesinato. Un grupo de jóvenes compra 8 relojes despertadores para realizar una broma. Pero tras el crimen aparecen ordenadas solo siete esferas constituyéndose la llave de una misteriosa aventura en la que se descubrirá una extraña organización secreta que se autorepresenta como siete esferas de relojes donde cada uno de ellos marca una hora distinta y dicho número es el de cada integrante.  
Una joven hermosa e inteligente es la protagonista de esta historia y buscará desentrañar los misterios de esa organización y principalmente descubrir quién es el "número siete".
Cada esfera representa a un personaje de una sociedad secreta misteriosa, de la cual no se sabe fehacientemente ni sus personajes ni quien es el que llaman "Nº7". Tras dos asesinatos, se averigua que la sociedad tal vez estará implicada en el robo de un secreto de la industria acerera y sus protagonistas intentarán por todos los medios evitarlo.

## Análisis
En esta novela se comienzan a perfilar los personajes típicos de las obras de Agatha Christie: La linda y enérgica protagonista, el industrial rico, el aristócrata empobrecido, los empleados de gobierno, la extranjera misteriosa, el policía viejo, etc. Con estos personajes se crea una intriga centrada en dos momentos: El asesinato del joven Wade al inicio de la obra y el intento de robo de los secretos al final. Ambos momentos llenos de pistas evidentes permiten avanzar al lector en sus sospechas para, como es usual, llevarse una sorpresa al final.

## Personajes
- Jimmy Thesiger, Joven rico despreocupado.
- Tredwell, Mayordomo de  Chimneys
- Sir Oswald Coote, Millonario self-made de la industria del acero
- Maria, Lady Coote, su esposa
- MacDonald, Jardinero de la mansión Chimneys
- Rupert Bateman, secretario de  Sir Oswald. Fue condiscípulo de Jimmy Thesiger.
- Helen, Nancy y Vera “Socks” Daventry – Señoritas jóvenes participantes de la fiesta en Chimneys
- Bill Eversleigh, Empleado del Foreign Office
- Ronny Devereux, Otro empleado del Foreign Office
- Gerald Wade
- Loraine Wade, su media hermana
- Marques de Caterham
- Lady Eileen "Bundle" Brent, su hija y protagonista de la historia.
- Stevens,
- Superintendente Battle
- Alfred,
- Bauer, Extranjero sospechoso.
- George Lomax, Funcionario importante de Foreign Affairs
- Sir Stanley Digby, Ministro del aire
- Terence O’Rourke
- Condeza Radzky, linda mujer húngara, aunque luego se revela suplantada por Babe St. Maur
- Herr Eberhard, inventor alemán
- Mr Mosgorovsky, dueño del Seven Dials club (Club de las 7 esferas)

- Datos: Q457252
- Multimedia: The Seven Dials Mystery / Q457252